# ジョン・ゴッドフリー・サックス

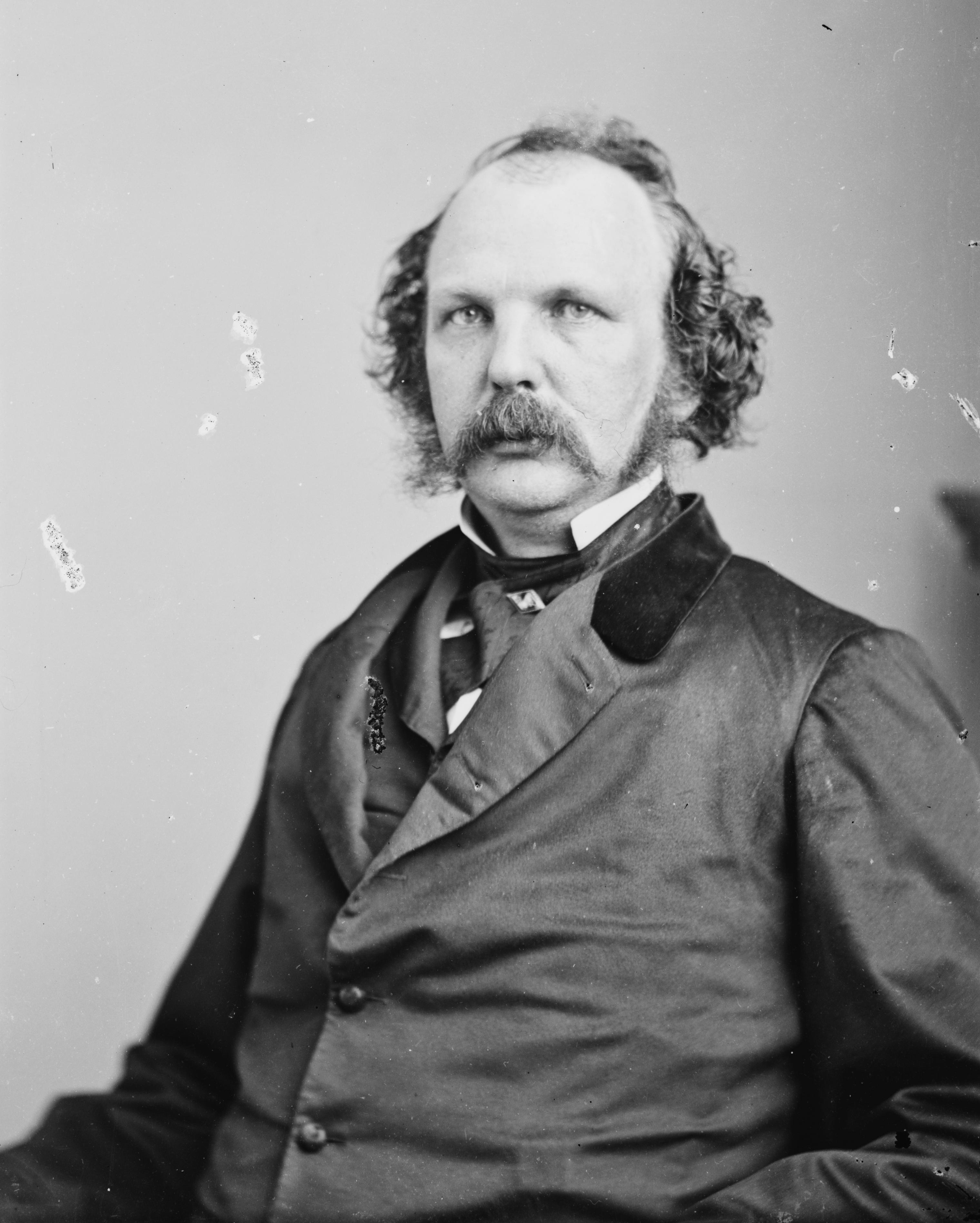
ジョン・ゴッドフリー・サックス（1855年 - 1865年頃）

ジョン・ゴッドフリー・サックス一世（英: John Godfrey Saxe I、1816年6月2日 - 1887年3月31日）はアメリカの詩人である。彼はインドの喩え話「盲人たちと象」（The Blind Men and the Elephant）を語り直したことで知られている。この語り直しはその喩え話を西洋の読者たちへ紹介した。彼は「我々は法律のことを、ソーセージと同じように、どのようにして作られたのかを知るにつれて尊重しなくなる」とも述べた。